# Franz Xaver Glasschröder

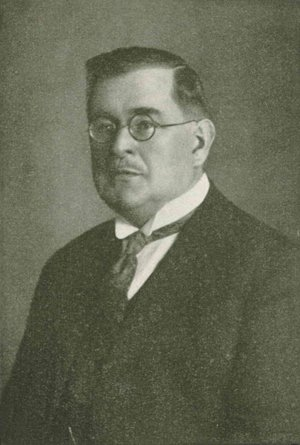
Franz Xaver Glasschröder

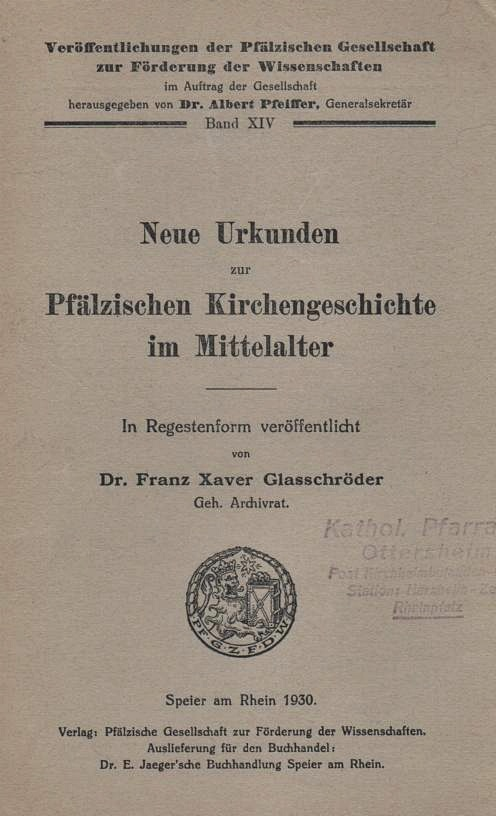
Titelblatt des Werkes Neue Urkunden zu Pfälzischen Kirchengeschichte im Mittelalter, Speyer 1930

Franz Xaver Glasschröder (* 29. September 1864 in Geiersthal-Altnußberg, Niederbayern; † 26. Oktober 1933 in München) war ein bayerischer Historiker und Archivar, der insbesondere auch zur Geschichte der Rheinpfalz publizierte.

## Leben und Wirken
Er war der Sohn von Andreas Glasschröder, Besitzer des Steinbauerhofes in Altnußberg, besuchte 1875–1883 das Gymnasium der Benediktinerabtei Metten und studierte dann in Innsbruck, sowie München. Während seines Studiums wurde er 1883 Mitglied der AV Austria Innsbruck im CV. Später wurde noch Mitglied der KDStV Aenania München. An der Universität München promovierte er 1888, unter Hermann von Grauert, zum Doktor der Philosophie.
Bald darauf begann er ein Praktikum im Bayerischen Allgemeinen Reichsarchiv, heute Bayerisches Hauptstaatsarchiv. Als Stipendiat der Görres-Gesellschaft ging Franz Xaver Glasschröder 1889 zu einem halbjährigen Studienaufenthalt nach Rom, wobei er auch im Vatikanischen Archiv arbeitete.
Nach der Rückkehr legte Glasschröder die Archivarprüfung ab und trat 1891 die Stelle eines  Sekretärs des Kreisarchivs Speyer an. Hier unterstützte er seinen Mentor, den Archivdirektor Johannes Mayerhofer, bei der Sichtung, Ordnung und Erschließung der lagernden Urkundenbestände. Es handelte sich um ca. 10.000 Urkunden des Domstifts Speyer, des Wormser Domstiftes, sowie der umliegenden Kollegiatstifte und Klöster. Nach dem Tod Mayerhofers 1900 folgte ihm sein Mitarbeiter auf dem Speyerer Direktorenposten nach und führte die Aufgabe fort. Als Ausfluss dieser Arbeit und nach weiteren Forschungen an auswärtigen Archiven entstand Franz Xaver Glasschröders erste größere Publikation Urkunden zur Pfälzischen Kirchengeschichte im Mittelalter (1903), die bis heute ein Standardwerk der Pfalzgeschichte blieb. 1930 verausgabte er den Ergänzungsband Neue Urkunden zur Pfälzischen Kirchengeschichte im Mittelalter.
Bereits 1902, noch bevor das Speyerer Kreisarchiv in sein neues Domizil nahe dem Dom umzog (heute  Zentralarchiv der Evangelischen Kirche der Pfalz), erhielt Glasschröder einen Ruf nach München. Er ging als Assessor zurück an das Bayerische Reichsarchiv München. Hier leitete er die pfalzgeschichtliche Sektion, die Abteilung für bayerische Adelsmatrikel, das Siegelkabinett  und die Heroldsregistratur. 1904 avancierte er zum Archivrat, 1917 zum Geheimen Archivrat und 1921 zum Direktor sämtlicher Staatsarchive Bayerns.
Das von Bischof Konrad von Busch begonnene und nach seinem 1910 erfolgten Tod lediglich fragmentarisch vorliegende Werk Chorregel und jüngeres Seelbuch des alten Speierer Domkapitels vollendete Glasschröder in den Jahren 1923 bis 1925. Es enthält alle historischen Messstiftungen des Speyerer Domes und eine Fülle von biografischen Informationen zu den dort erwähnten Persönlichkeiten. Dieses Buch bildete den Auftakt zur Reihe Veröffentlichungen des Historischen Museums der Pfalz, des Historischen Vereins der Pfalz.
Daneben erfolgte eine Vielzahl kleinerer Publikationen und Fachartikel. Franz Xaver Glasschröder war wegen seines historischen Engagements und seiner Hilfsbereitschaft allgemein beliebt.
Die Gesellschaft für mittelrheinische Kirchengeschichte veröffentlicht derzeit (Band 61 von Quellen und Abhandlungen zur mittelrheinischen Kirchengeschichte) das mehrteilige Werk Palatia Sacra. Kirchen- und Pfründebeschreibung der Pfalz in vorreformatorischer Zeit, auf Grund der Vorarbeiten von Geh. Archivrat Dr. Franz Xaver Glasschröder. Es sind noch nicht alle Teilbände erschienen. Wie bereits im Titel festgehalten, beruht die Publikation auf Forschungen des 1933 verstorbenen Historikers.